# Elkstone
Elkstone é uma paróquia e aldeia do distrito de Cotswold, no condado de Gloucestershire, na Inglaterra. De acordo com o Censo de 2011, tinha 248 habitantes. Tem uma área de 8,54 km².